# Chiesa di Santa Cristina (Pontremoli)
La chiesa di Santa Cristina è un luogo di culto cattolico dedicata a santa Cristina di Bolsena, situata in vicolo Santa Cristina a Pontremoli, in provincia di Massa-Carrara. La chiesa è sede della parrocchia dei SS. Giacomo e Cristina del vicariato di Pontremoli della diocesi di Massa Carrara-Pontremoli.

## Storia e descrizione
Fu completamente riedificata tra il 1670 e il 1688 e affrescata nel presbiterio e nel coro da Antonio Contestabili nella seconda metà del Settecento. Vi si conservano opere di Alessandro Gherardini (Martirio di santa Cristina e Trasfigurazione) e altri dipinti già nell'attiguo oratorio di San Giovanni Decollato (poi San Lorenzo), soppresso nel 1785. Sulla cantoria in controfacciata vi è l'organo a canne, di scuola lombarda, del XIX secolo.